# Norwich (New York)
Norwich je grad u američkoj saveznoj državi New York. Prema popisu stanovništva iz 2010. u njemu je živjelo 7.190 stanovnika.